# Чарак Акушинский
Чарак Акушинский (дарг. Нурбахlанд-кьадила Чарак, араб. چراک بن نورمحمد الاقوشى‎; ум. 9 октября 1877, Акуша, Даргинский округ) — дагестанский военно-политический деятель, возглавивший акушинцев в антироссийском восстании 1877 года в Дагестане и Чечне. В результате восстания был пленён, убит при попытке побега.

## Биография
Предполагается, что дедом Чарака был акушинский кадий Зухум. Отца звали Нурмухаммад. До восстания Чарак имел звание подпоручика российской армии.
В 1877 году в Чечне и Дагестане началось крупное антироссийское восстание. В Дагестане руководителем повстанческим движением стал имам Мухаммад-Хаджи Согратлинский.
Чарак, будучи сыном акушинского кадия, объявил о присоединении к восстанию и собрал отряд акушинских повстанцев. Акушинцы, соединившись с цудахарским отрядом Ника-кади, выступили в сторону Леваши — центр Даргинского округа. В Леваши повстанцы к 22 сентября разгромили и разграбили имущество начальника Даргинского округа князя Баратова-Бараташвили. Узнав об этом, князь выступил из Салты с войском, ранее воевавшим с чеченскими повстанцами Алибека-Хаджи. В Куппа повстанцы преградили русским войскам путь, из-за чего завязалось сражение, окончившееся русской победой. Русские прошли через Хаджалмахи и, дойдя до края ущелья Хурхут, заметили на вершине отряд Чарака. Чарак, согласно местным письменным источникам, говорил своим людям: «Армию неверных мы встретим здесь, нападём на них неожиданно, пользуясь их беспечностью». План провалился и его отряд сам подвергся атаке русских войск 23 сентября, в результате чего повстанцы были разгромлены. По русским данным, горский отряд насчитывал не менее 6 тысяч человек и потерял убитыми более 400, в то время как русские потеряли одного милиционера. Русская армия прибыла в Леваши через день.
После такого поражения акушинцы откололись от восстания. Вскоре войска имама под руководством Алил Мухаммада остановились вблизи Акуша. Тем временем к Акуша прибыл и русский отряд, который подвергся атаке повстанцев 8 октября и был разгромлен. Победа повстанцев сподвигла акушинцев снова встать под знамя имама. К 26 октября акушинцы были снова покорены.
Дальнейшая судьба Чарака, по описанию Гасана Алкадари, сложилась следующим образом: «Один из русских начальников велел взять его под стражу. Он попытался бежать из тюрьмы. Охранники убили его выстрелами из ружей во время его побега». Умер Чарак 9 октября, похоронен на кладбище у Акуша. На его могиле написана эпитафия на арабском языке: «Он переселился из этого мира в мир вечности. Это – место мученической смерти Чарака, сына Нурмухаммада-кади. Да простит Аллах их обоих! Аминь!».

## Память
Как пишут исследователи Тимур Айтберов и Багомед Алиев, «за храбрость и верность имамату Чарак считался в горах легендарной личностью послешамилёвской эпохи». Чарак является персонажем фольклора даргинцев, а также соседних народов.
Сохранился рассказ под названием «Бадрижат» о дуэли Чарака и царского офицера Урус-Муртазаали Урахинского, в котором Чарак был убит конником Муртазаали по имени Валимахаммад.